# Warroad

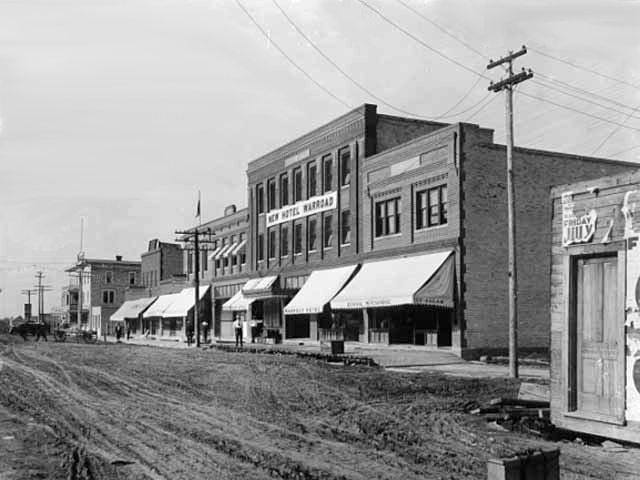
Warroad (circa 1910)

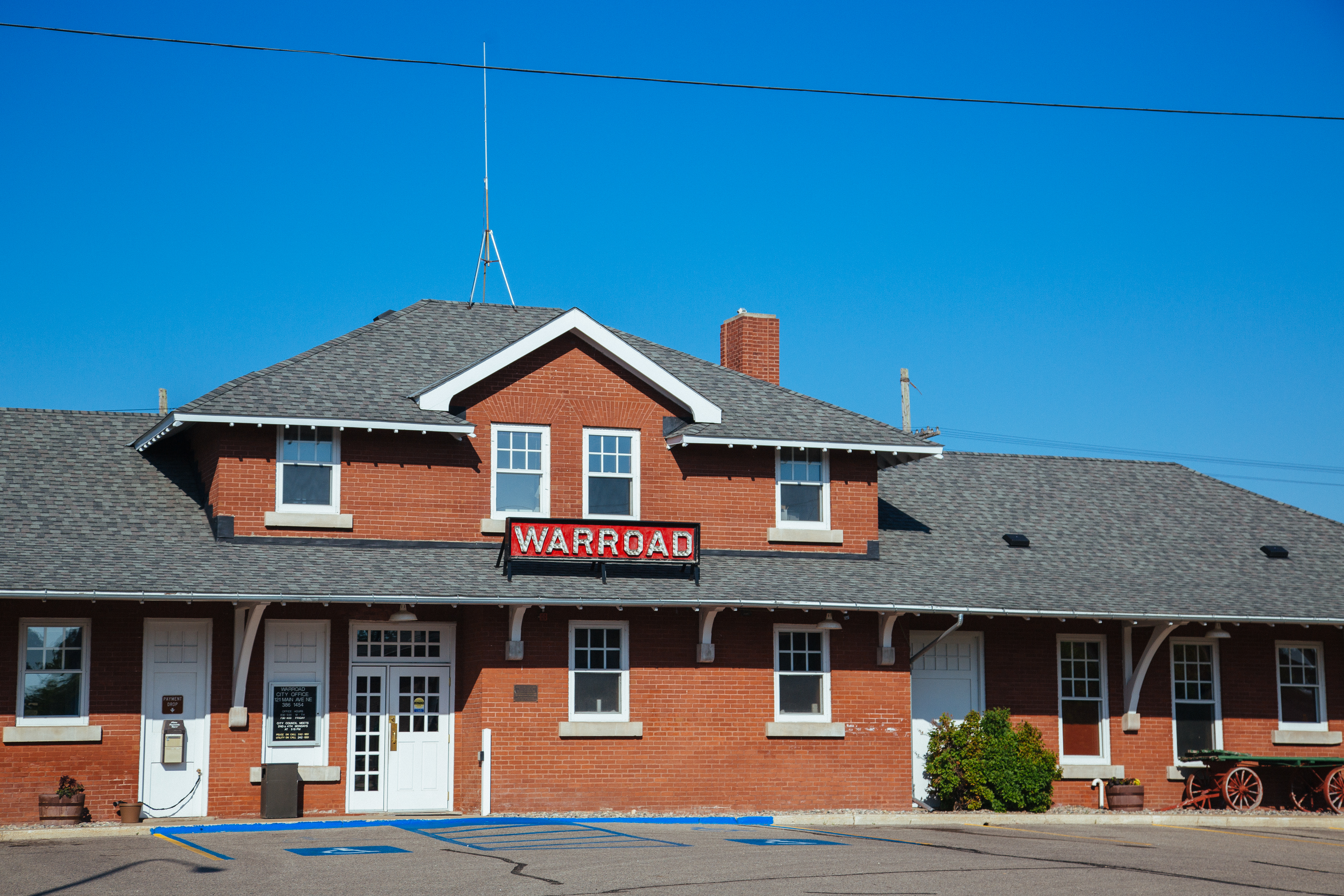
Warroad City Hall (2017)

Warroad ist eine Kleinstadt (mit dem Status „City“) im Roseau County im US-amerikanischen Bundesstaat Minnesota. Das U.S. Census Bureau hat bei der Volkszählung 2020 eine Einwohnerzahl von 1.830 ermittelt.

## Geografie
Warroad liegt im Nordwesten Minnesotas am südwestlichen Ufer des Lake of the Woods. Die geografischen Koordinaten von Roseau sind 48°54′19″ nördlicher Breite und 95°18′52″ westlicher Länge. Die Stadt erstreckt sich über eine Fläche von 7,51 km².
Benachbarte Orte von Warroad sind Roosevelt (20,8 km südöstlich), Roseau (35,5 km westlich), Sprague (33,9 km nordwestlich) und das kanadische Indianerreservat Buffalo Point (23,9 km nordnordwestlich).
Die nächstgelegenen größeren Städte sind Fargo in North Dakota (318 km südsüdwestlich), Winnipeg in der kanadischen Provinz Manitoba (204 km nordwestlich), Thunder Bay in der kanadischen Provinz Ontario am Oberen See (499 km östlich), Duluth am Oberen See (404 km südöstlich) und Minneapolis (554 km südlich).
Die Grenze zu Kanada befindet sich 12,1 km nordnordwestlich.

## Verkehr
Im Stadtgebiet von Warroad treffen die Minnesota State Routes 11 und 310 zusammen. Alle weiteren Straßen sind untergeordnete und teils unbefestigte Fahrwege sowie innerörtliche Verbindungsstraßen.
Durch das Stadtgebiet von Warroad verläuft in Nordwest-Südost-Richtung eine Eisenbahnlinie der Canadian National Railway.
Mit dem Warroad International Airport befindet sich im nördlichen Stadtgebiet ein kleiner Flugplatz. Die nächsten Regionalflughäfen sind der Falls International Airport in International Falls (158 km östlich) und der Grand Forks International Airport in North Dakota (233 km südwestlich). Die nächsten größeren Flughäfen sind der Hector International Airport in Fargo in North Dakota (321 km südsüdwestlich), der Winnipeg James Armstrong Richardson International Airport (213 km nordwestlich) und der Minneapolis-Saint Paul International Airport (577 km südlich).

## Demografische Daten
Nach der Volkszählung im Jahr 2010 lebten in Warroad 1781 Menschen in 764 Haushalten. Die Bevölkerungsdichte betrug 237,2 Einwohner pro Quadratkilometer. In den 764 Haushalten lebten statistisch je 2,27 Personen.
Ethnisch betrachtet setzte sich die Bevölkerung zusammen aus 83,3 Prozent Weißen, 0,1 Prozent (zwei Personen) Afroamerikanern, 5,7 Prozent amerikanischen Ureinwohnern, 8,5 Prozent Asiaten sowie 2,5 Prozent aus anderen ethnischen Gruppen; 1,3 Prozent stammten von zwei oder mehr Ethnien ab. Unabhängig von der ethnischen Zugehörigkeit waren 1,0 Prozent der Bevölkerung spanischer oder lateinamerikanischer Abstammung.
25,0 Prozent der Bevölkerung waren unter 18 Jahre alt, 59,8 Prozent waren zwischen 18 und 64 und 15,2 Prozent waren 65 Jahre oder älter. 50,0 Prozent der Bevölkerung war weiblich.

Das mittlere jährliche Einkommen eines Haushalts lag bei 45.307 USD. Das Pro-Kopf-Einkommen betrug 23.813 USD. 13,0 Prozent der Einwohner lebten unterhalb der Armutsgrenze.

## Persönlichkeiten
- Sheila Terry (1910–1957), Schauspielerin
- Eddy Cobiness (1933–1996), Künstler vom Stamm der Ojibwe
- Gerald Hangsleben (* 1955), deutsch-US-amerikanischer Eishockeyspieler
- Gigi Marvin (* 1987), Eishockeyspielerin